# Lennart Larsson
Pour les articles homonymes, voir Larsson et Lennart Larsson (football).
Lennart Larsson (né le 7 février 1930 et mort le 26 mars 2021) est un ancien fondeur suédois.

## Palmarès

### Jeux olympiques
| Épreuve / Édition | Cortina d'Ampezzo 1956 | Squaw Valley 1960 |
| 15 km             | 8e                     |                   |
| 30 km             | 8e                     | 5e                |
| 50 km             |                        | 4e                |
| 4 × 10 km         | Bronze                 | 4e                |

### Championnats du monde
| Épreuve / Édition | Lahti 1958 |
| 4 × 10 km         | Or         |